# 대평원늑대

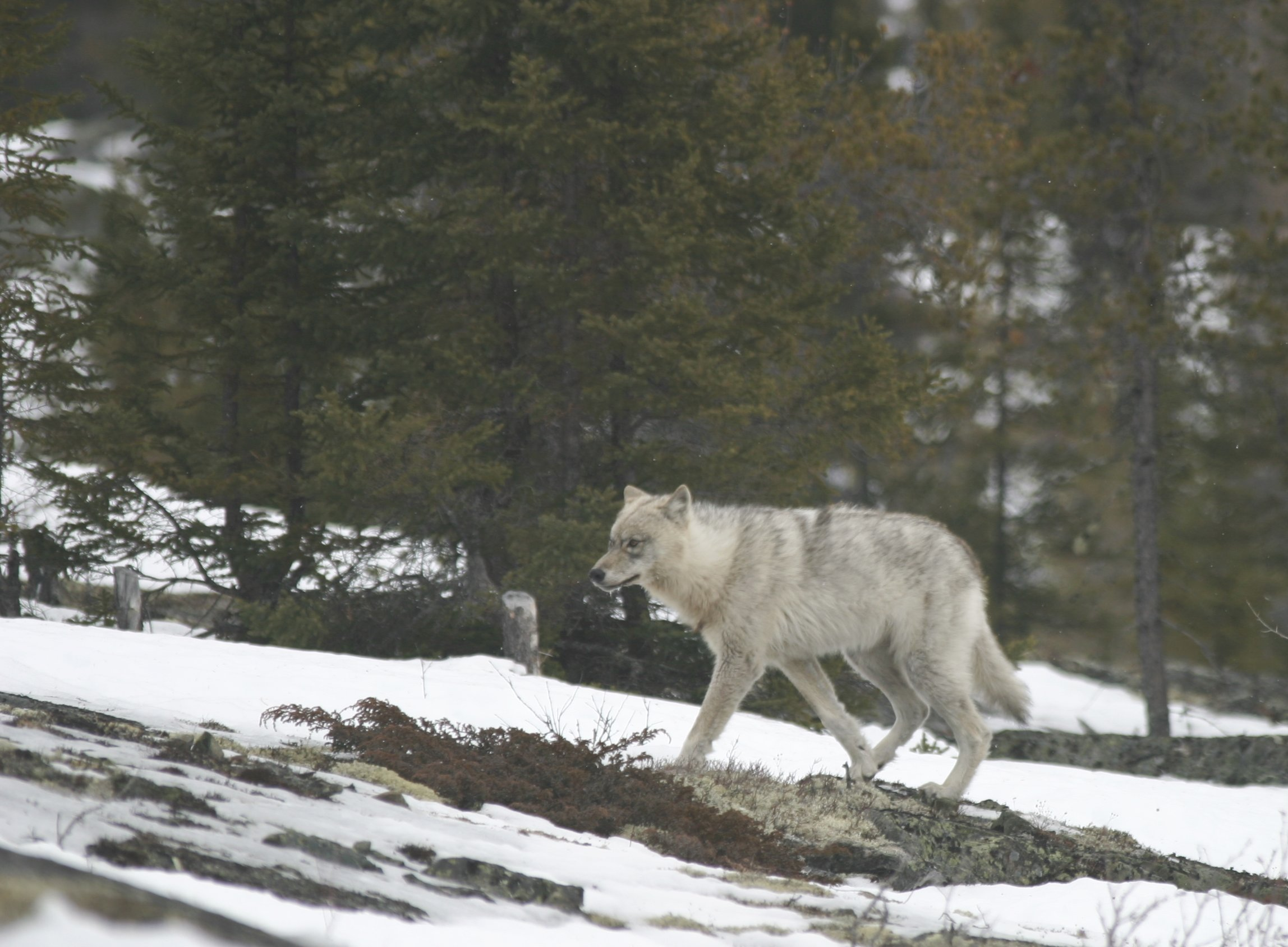

대평원늑대 (학명 : Canis lupus nubilus, 영어: Great Plains wolf), 버펄로늑대(영어: Buffalo wolf)는 미국 중부에 서식하는 늑대의 멸종된 아종 중 하나이다. 전형적인 대평원늑대는 머리부터 꼬리까지의 길이가 137~198cm이고, 무게는 27~49kg이며 회색과 검은색, 약간 붉은빛 회색 털을 가지고 있다. 늑대들처럼 대평원늑대는 신체 언어를 사용하여 의사소통하고, 평균 5-6마리의 무리로 활동하는 사회적인 동물이다. 영역 크기는 먹이 형식과 크기에 따라 다르다. 보통 대평원늑대는 흰꼬리사슴, 사슴, 비버, 눈토끼, 작은 새 등을 먹었다.
대평원늑대는 미국과 캐나다 남부의 그레이트플레인스 지역에 분포하였으나 1926년에 멸종하였다.